# Bragi Ólafsson
Bragi Ólafsson (Reikiavik, Islandia, 11 de agosto de 1962) es un escritor y músico islandés.
Ólafsson fue conocido primero por su trabajo como bajista de los Sugarcubes, una innovadora banda de pop de Islandia que llevó a la fama a Björk, quien siguió con éxito su carrera como solista en el dance-pop.
The Sugarcubes, quienes favorecían melodías inusuales se reunieron en 1986, justo en el día en que Björk dio a luz a su hijo Sindri. Pero antes de que el grupo se formara, los miembros de los Sugarcubes ya habían tocado en diferentes grupos. Ólafsson y Einar Örn Benediksson (trompeta / vocalista) habían lanzado álbumes bajo la discográfica Gramm records del mismo Benediktsson.
Ólafsson se había convertido en poeta al comenzar su trabajo con los Sucarcubes. Es autor de varios poemarios, obras de teatro y novelas, entre ellas se ha traducido al castellano su novela Las mascotas. Es uno de los escritores de más importancia en Islandia.
- Datos: Q897242